# Haluk Yıldırım
Haluk Yıldırım (Bursa, 25 giugno 1972) è un ex cestista turco.

## Carriera
Con la Turchia ha disputato i Campionati mondiali del 2002 e quattro edizioni dei Campionati europei (1995, 1999, 2001, 2003).

## Palmarès
- Campionato turco: 3

Ülkerspor: 1994-1995, 1997-1998, 2000-2001
- Coppa di Turchia: 2

Ülkerspor: 2002-2003
Türk Telekom: 2007-2008
- Coppa del Presidente: 1

Galatasaray: 2011